# Eshly Bakker
Eshly Bakker (Amsterdam, 10 februari 1993) is een Nederlands voetbalster die als aanvaller speelt voor Linköpings FC in de Damallsvenskan.

## Carrière
In de zomer van 2010 maakte Bakker de overstap van RKSV Pancratius Badhoevedorp naar ADO Den Haag. In haar eerste seizoen speelde ze twee duels. Op 8 oktober 2011 scoorde Bakker haar eerste doelpunten voor ADO Den Haag, in de met 1-4 gewonnen uitwedstrijd tegen sc Heerenveen wist Bakker tweemaal te scoren. In maart 2012 raakte Bakker geblesseerd op de training bij Nederland onder 19, waardoor ze een tijd uit de roulatie was. Wel werd ze dat jaar landskampioen met haar club en won ze de beker. In de zomer van 2012 maakte ze de overstap naar Ajax uit haar woonplaats Amsterdam. Op 16 juni 2016 werd Bakker gepresenteerd als nieuwe spits van FC Twente vrouwen. Met Twente kwam ze uit in de Champions League. In 2017 ging Bakker naar MSV Duisburg, om na een seizoen weer naar Ajax terug te keren. Bij Ajax wist zij kwalificatie voor de Champions League te realiseren door in de kwalificatiewedstrijd tegen Eintracht Frankfurt in de laatste seconde de winnende goal te maken met een omhaal. Deze goal leverde haar voor de tweede keer in haar carrière de Lasse Schone Trofee op voor het mooiste doelpunt van de maand. Bakker speelde maar liefst 220 wedstrijden voor de club uit Amsterdam. Daarmee is zij recordhouder. In de zomer van 2023 maakt Bakker de overstap naar FC Utrecht. Ook bij FC Utrecht weet Bakker weer belangrijk te zijn. Zo werd ze topscorer met 10 doelpunten, en maakte tegen Fortuna Sittard na 11 seconden het snelste doelpunt ooit gemaakt in de Eredivisie Vrouwen.
Op 16 augustus 2024 maakte Bakker een transfer naar het Zweedse Linköpings FC. Ze was de eerste speelster van FC Utrecht waaraan de club een transfersom overhield.

## Erelijst
ADO Den Haag
- Landskampioen: 2

2011/12
2022/23
- KNVB beker: 4

2011/12
2013/14
2018/19
2021/22

## Statistieken
| Seizoen                        | Club            | Land            | Competitie         | Wedstrijden | Doelpunten |
| ------------------------------ | --------------- | --------------- | ------------------ | ----------- | ---------- |
| 2010/11                        | ADO Den Haag    | Nederland       | Eredivisie         | 2           | 0          |
| 2011/12                        | ADO Den Haag    | Nederland       | Eredivisie         | 11          | 6          |
| 2012/13                        | AFC Ajax        | Nederland       | Eredivisie         | 8           | 1          |
| 2013/14                        | AFC Ajax        | Nederland       | Eredivisie         | 26          | 11         |
| 2014/15                        | AFC Ajax        | Nederland       | Eredivisie         | 24          | 6          |
| 2015/16                        | AFC Ajax        | Nederland       | Eredivisie         | 24          | 8          |
| 2016/17                        | FC Twente       | Nederland       | Eredivisie         | 23          | 8          |
| 2017/18                        | MSV Duisburg    | Duitsland       | Bundesliga         | 11          | 0          |
| 2018/19                        | AFC Ajax        | Nederland       | Eredivisie         | 24          | 12         |
| 2019/20                        | AFC Ajax        | Nederland       | Eredivisie         | 10          | 2          |
| 2020/21                        | AFC Ajax        | Nederland       | Vrouwen Eredivisie | 17          | 5          |
| 2021/22                        | AFC Ajax        | Nederland       | Vrouwen Eredivisie | 21          | 3          |
| 2022/23                        | AFC Ajax        | Nederland       | Vrouwen Eredivisie | 18          | 6          |
| 2023/24                        | FC Utrecht      | Nederland       | Vrouwen Eredivisie | 20          | 10         |
| Damallsvenskan                 | Linköpings FC   | Zweden          | Damallsvenskan     | 0           | 0          |
| Carrière totaal                | Carrière totaal | Carrière totaal | Carrière totaal    | 239         | 79         |
| Bijgewerkt tot en met aug 2024 |                 |                 |                    |             |            |